# 尤斯卡蘭

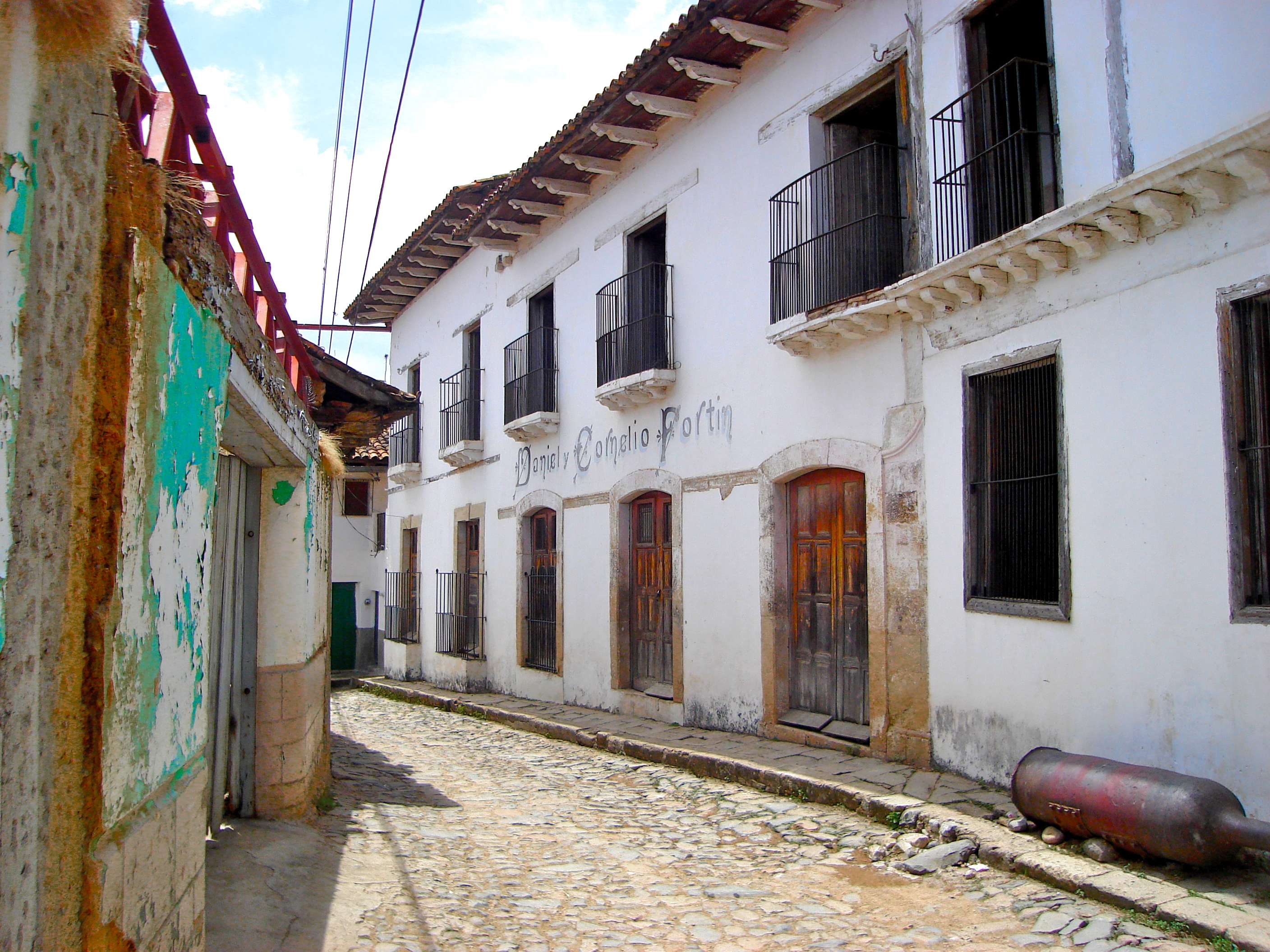
尤斯卡蘭

尤斯卡蘭（西班牙語：Yuscarán）是洪都拉斯的城市，由埃爾帕拉伊索省負責管轄，位於該國南部，距離首都特古西加爾巴65公里，始建於1730年，面積348.9平方公里，海拔高度1,007米，2001年人口11,396。
13°55′59″N 86°51′00″W / 13.933°N 86.850°W